# Соометс, Маркус
Маркус Соометс (эст. Markus Soomets; род. 2 марта 2000, Тарту) — эстонский футболист, полузащитник норвежского клуба «Старт». Выступает за национальную сборную Эстонии.

## Биография

### Клубная карьера
Воспитанник клуба «Сантос» (Тарту). В официальных детских соревнованиях выступал с 2011 года. В 2015 году дебютировал в первой команде «Сантоса» в первой лиге и за следующие три сезона сыграл в этом турнире 56 матчей. В начале 2018 года перешёл в молодёжную команду итальянской «Сампдории». За команду 19-летних генуэзского клуба провёл 29 матчей и забил один гол.
Летом 2019 года на время вернулся в Эстонию и выступал за «Таммеку» (Тарту). Дебютный матч в высшей лиге сыграл 2 августа 2019 года против «Маарду ЛМ» и в этой же игре на 70-й минуте забил свой первый гол. Всего в августе 2019 года сыграл 3 матча и забил 2 гола в чемпионате страны. Затем вернулся в Италию, где в сентябре 2019 года сыграл 4 матча за клуб Серии С «Ренде». Оставался в итальянском клубе до конца 2019 года, но более не выходил на поле.
В 2020 году перешёл в таллинскую «Флору». По итогам сезона 2020 года стал чемпионом, обладателем Кубка и Суперкубка Эстонии. В том же сезоне сыграл свои дебютные матчи в еврокубках — Лиге чемпионов и Лиге Европы.
Летом 2025 года перешёл в норвежский «Старт».

### Карьера в сборной
Выступал за сборные Эстонии младших возрастов, начиная с 2015 года.
В национальной сборной Эстонии дебютировал 11 ноября 2020 года в товарищеском матче против Италии (0:4).

## Достижения
- Чемпион Эстонии: 2020
- Обладатель Кубка Эстонии: 2020
- Обладатель Суперкубка Эстонии: 2020